# Wolfgang Sartorius von Waltershausen
Wolfgang Sartorius von Waltershausen (Gottinga, 17 dicembre 1809 – Gottinga, 16 ottobre 1876) è stato un geologo e astronomo tedesco.

## Biografia
Studiò scienze naturali e fisica all'università di Gottinga, specializzandosi in mineralogia.

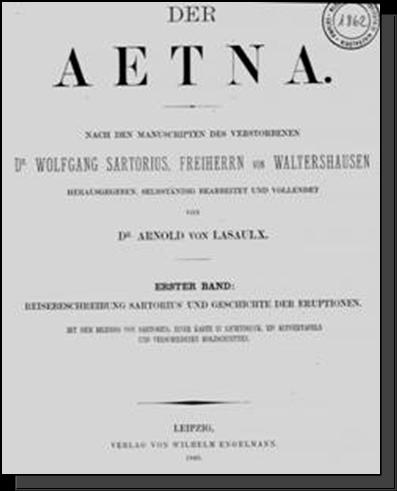
Frontespizio del Der Aetna

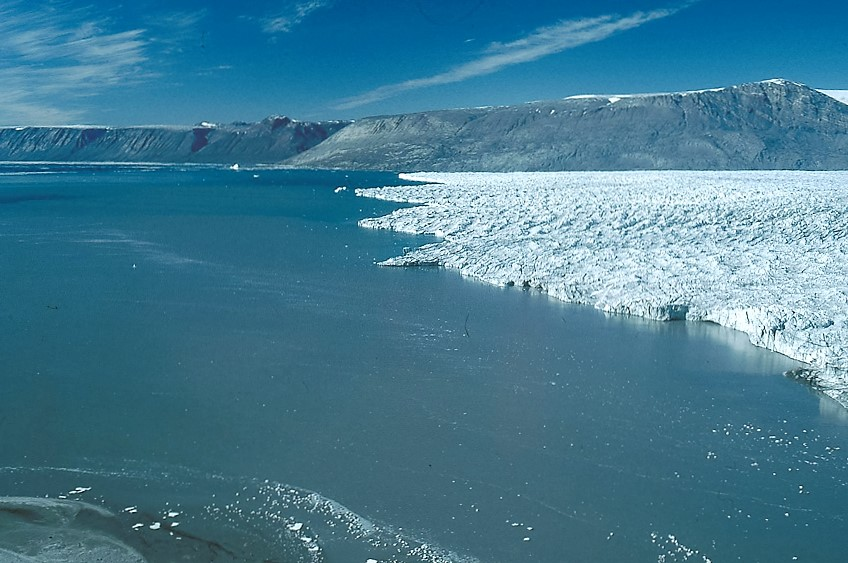
Il Ghiacciaio Waltershausen in Groenlandia

Nel 1834 eseguì una serie di studi sul magnetismo in diverse parti del continente europeo.
Nel 1838, accompagnato da Christian Henry Frederick Peters, arrivò in Sicilia, dove rimase fino al 1843. Di questo periodo sono alcune opere importanti, quali: la meridiana della cattedrale di Acireale (1843), lo gnomone dodecaedrico nel giardino Bellini a Catania ed una meridiana nella chiesa del Monastero di San Nicolò l'Arena (1841), sempre a Catania. Inoltre, eseguì numerosi studi e cartografie sulle lave formatesi nei secoli.
Tornò in Germania, spostando la sua analisi sullo studio dei vulcani islandesi. Ebbe conferito l'incarico di professore di mineralogia e geologia presso l'Università di Gottinga (1846).
Alcune importanti pubblicazioni del periodo: Physisch-geographische Skizze von Island mit besonderer Rücksicht auf vulkanische Erscheinungen (1847), Die vulkanischen Gesteine in Sizilien und Island und ihre submarine Umbildung (1853) e Geologischer Atlas von Island (1853). Seguiranno una serie studi scientifici sul clima del XIX secolo.
I crateri dell'eruzione dell'Etna del 1865, situati nel territorio del Comune di Piedimonte Etneo, verranno dedicati a lui e battezzati per l'appunto Monti Sartorius.
Nel 1845 per descrivere la massa di fondo scura dei tufi di Palagonia (Sicilia), coniò il termine Palagonit-tuff (in italiano, "palagonite").
In seguito, rinvenne la palagonite anche nei tufi islandesi. Scrisse Physisch-geographische Skizze von Island (1847) e Geologischer Atlas von Island (1853).
Morì nella città natale il 16 ottobre del 1876.
Lo studio sulle lave e cavità dell'Etna Der Ätna, sarà pubblicato postumo nel 1880, a cura del mineralogista Arnold von Lasaulx.
Il grande ghiacciaio Waltershausen che si trova nel Parco nazionale della Groenlandia nordorientale è stato così nominato in suo onore.

## Gauss zum Gedächtnis(Memoria di Gauss)
Waltershausen fu anche l'autore di Gauss zum Gedächtnis edito nel 1862. Si tratta della biografia di Gauss pubblicata sette anni dopo la sua morte. Nel libro viene citata la famosa frase di Gauss: "La matematica è la regina delle scienze".

## Scritti
- Uber die submarinen vulkanische Ausbrüche in der Tertiär-Formation des Val di Noto, 1846 (on-line)
- Physisch-geographische Skizze von Island mit besonderer Rücksicht auf vulkanische Erscheinungen, 1847 (on-line)
- Atlas des Aetna, 1848-1861
- Über die vulkanischen Gesteine in Sicilien und Island und ihre submarine Umbildung, 1853 (on-line)
- Erläuterugen zum Geologischen atlas von Island, 1853 (on-line)
- Geologischer Atlas von Island: Mit Erläuterungen, vol. 2, 1853 (on-line)
- Gauss zum Gedächtniss, 1856 (on-line)
- Untersuchungen ueber Die Klimat der Gegenwart und der Vorwelt, mit Besonderer Berücksichtigung der Gletscher-Erscheinungen in der Diluvialzeit, 1865 (on-line)
- Der Aetna, 1880